# Wortelsoep
Wortelsoep (ook wel bekend als het Franse Potage à la Crecy) is een pureesoep die met name in de herfst en winter wordt gegeten. Het wordt bereid met wortels als hoofdingrediënt.
Het Franse recept is vernoemd naar de Noord-Franse stad Crécy, die ooit bekend stond om de kwaliteit en het produceren van de mooiste wortels in het land.

## Bereiding
Het is niet noodzakelijk om wortels te schillen, tenzij de wortels oud, dik of niet-organisch gekweekt zijn. Wortels kunnen afhankelijk van het recept of naar persoonlijke voorkeur geheel, in stukjes of geraspt bereid worden. Bij verwarming van groenten worden fytonutriënten soms beschadigd. Het bètacaroteen in wortels is daarentegen hittebestendig. Bij het koken van wortels is voorzichtigheid vereist om de smaak en de algemene voedingswaarden te behouden.

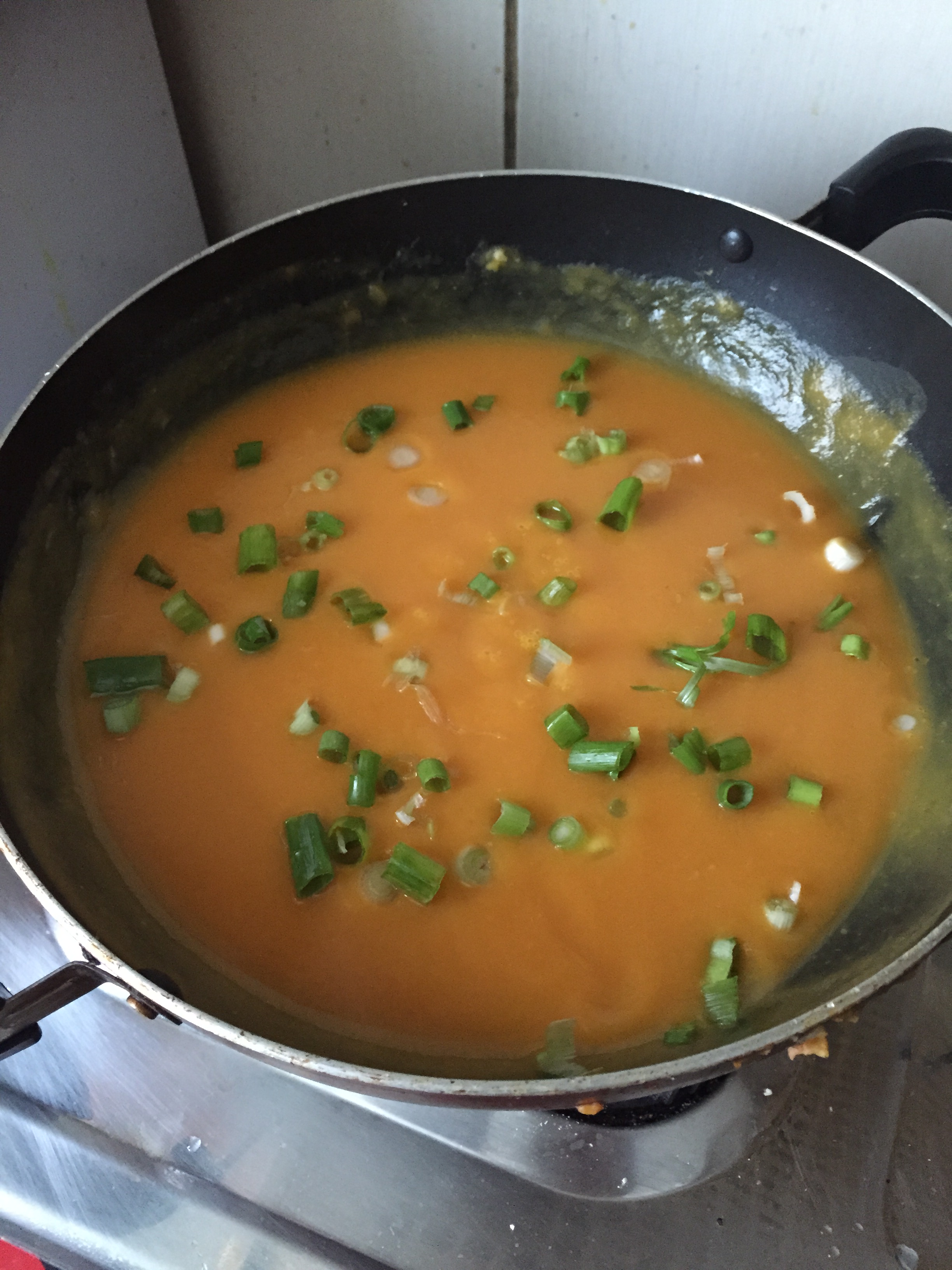
Voorbereiden van de wortelsoep

### Ingrediënten
Wortelsoep kent naast wortels meestal ook ingrediënten als ui en aardappelen.

## Soorten wortelsoep

### Gemberwortelsoep
Dit is een wortelsoep met gember om tijdens de koude wintermaanden gegeten te worden.

### Romige Thaise aardappel-wortelsoep
Deze soep wordt bereid met zoete aardappelen, amandelboter en Thaise curry.

### Curry-kokos-wortelsoep
Deze soep is gebaseerd op de zoetheid van de wortels, de romige zijde van volle kokosmelk en de hitte van gember- en kerriepoeder.

### Tahin-wortelsoep
Deze wortelsoep wordt bereid met tahin als basis, in plaats van yoghurt of room. Er kunnen gerookte paprika en pistachenoten worden toegevoegd, maar het kan ook gekruid worden met komijn en koriander of sojasaus. Ook kan de soep worden gemixt met geroosterde kikkererwten, gehakte amandelen of gesneden rode paprika's.

Soorten wortelsoep
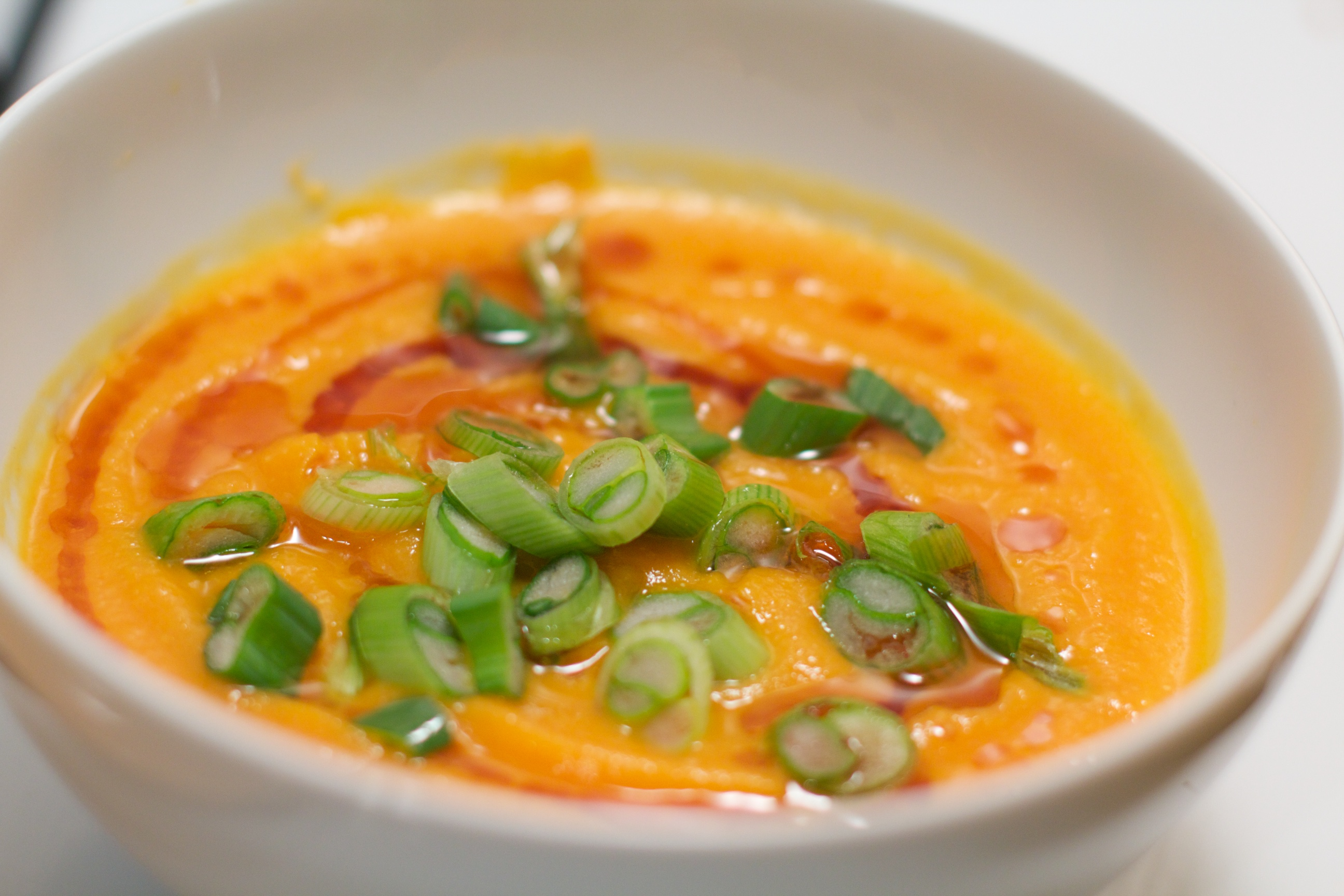
Gember wortelsoep
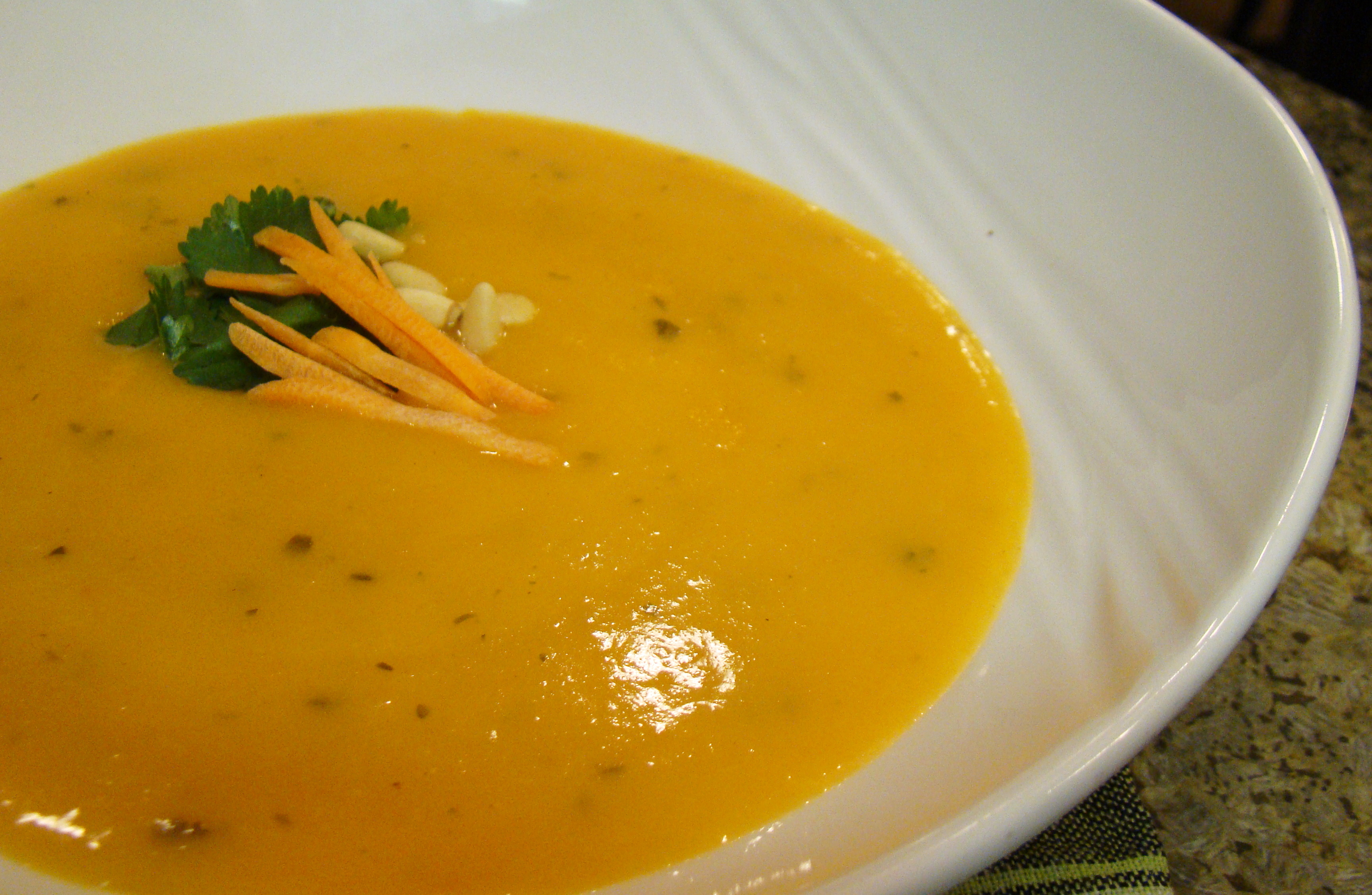
Romige Thaise aardappel-wortelsoep
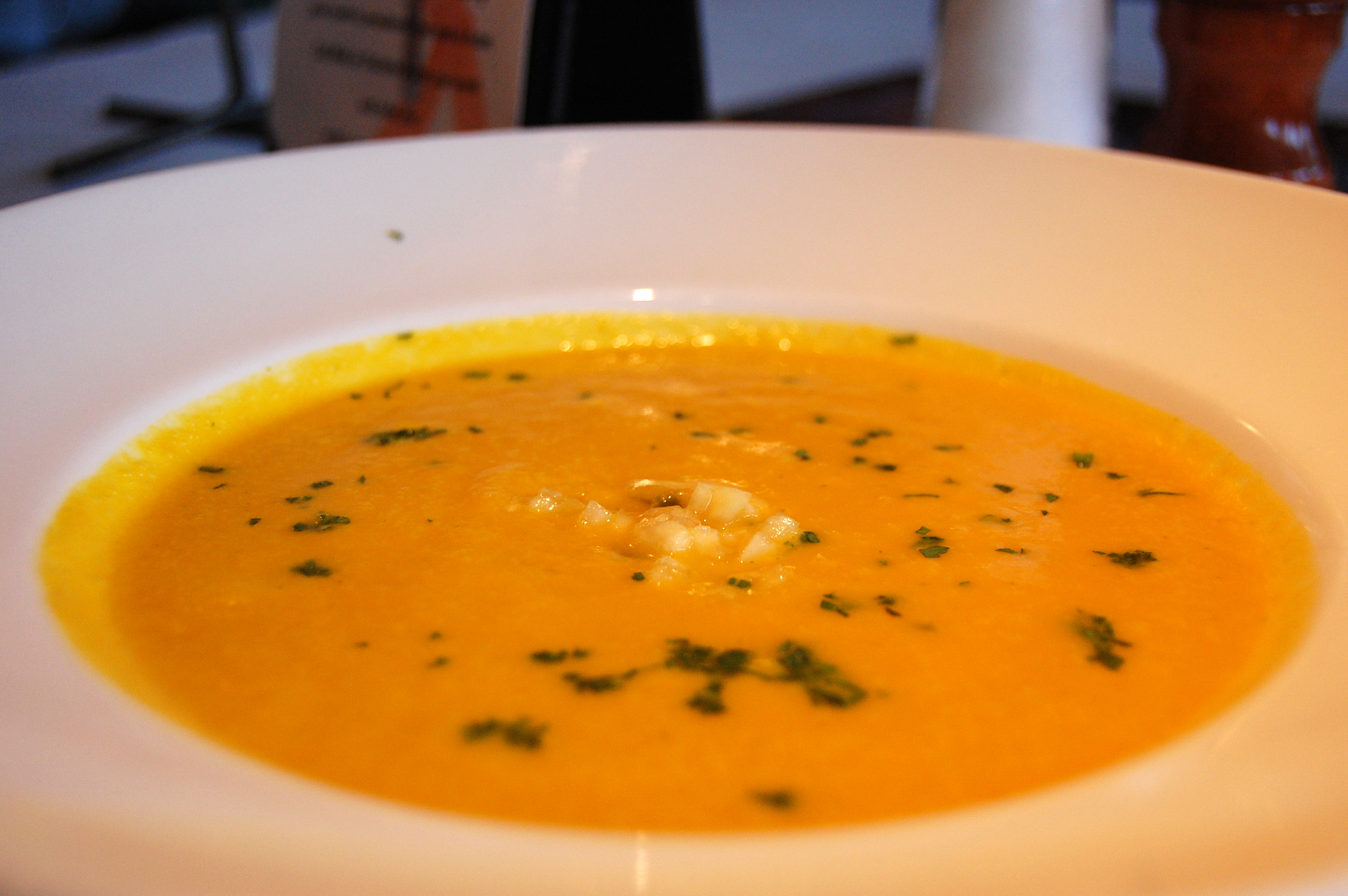
Curry-kokos-wortelsoep
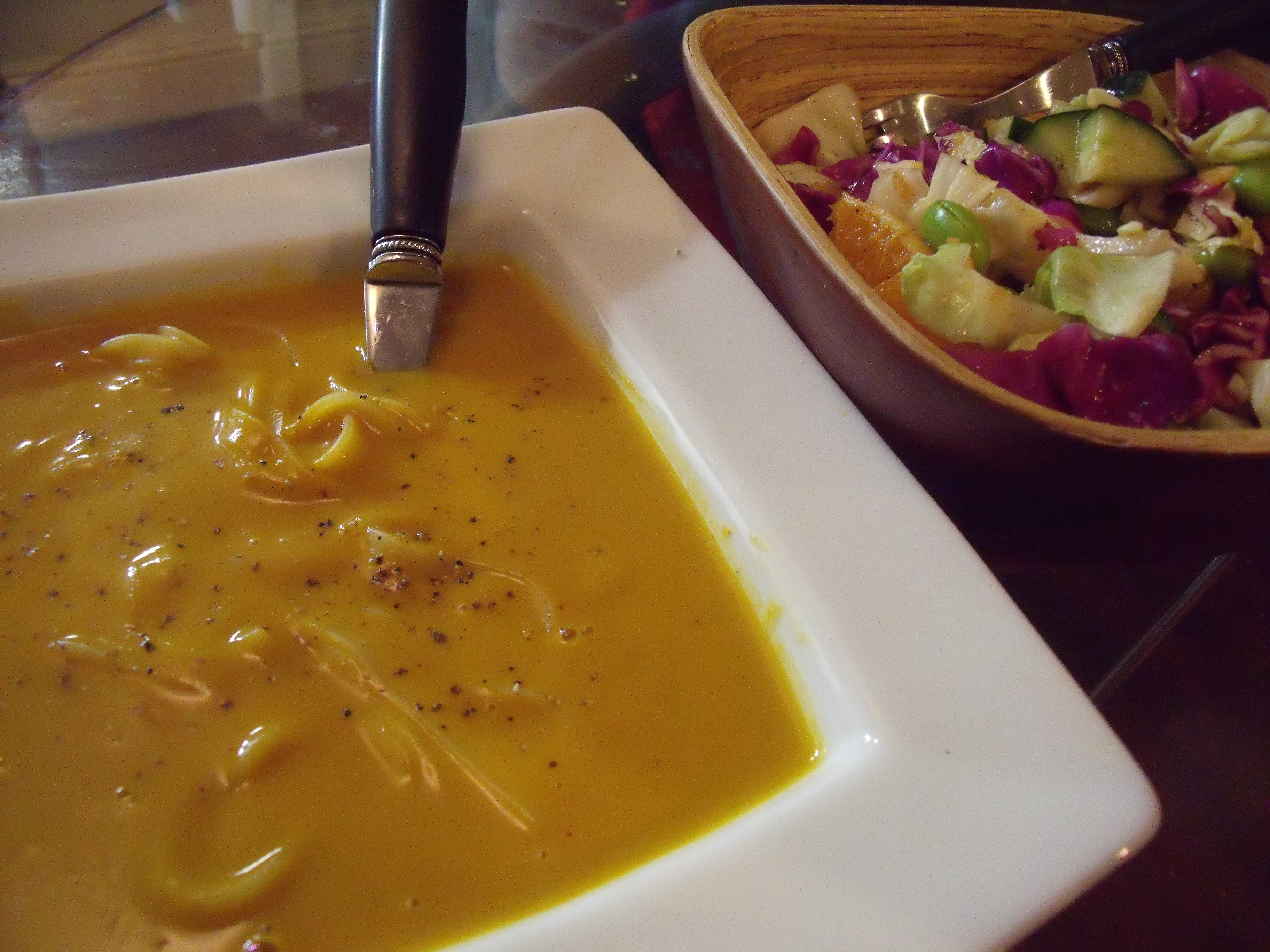
Tahini-wortelsoep

## Trivia
- De soep werd jaarlijks door koning Edward VII gedronken om de Slag bij Crécy (26 augustus 1346) te herdenken.[5]